# ラジ通
ラジ通（ラジつう）は、鹿児島市の南日本放送（MBCラジオ）で2006年10月2日から2007年3月までの
月曜から金曜まで放送されていたラジオ番組。

## レギュラー・ナビゲーター
一回分の放送で以下の3名のうち2名がその日のナビゲーターとしてそれぞれ自分のパートでフリートークしていた。
- 野口たくお
- 松木圭介
- 大村絵美

## ゲストナビゲーター
テーマごとにスポットで以下のゲストが出演したこともあった。
収録場所はスタジオ以外で行われた回も一部であったようだ。
- 吉田智大　(→大村のパートで対決相手として）
- たくおの友人で天文館のマスター？
- その他、当時のMBCタレントの溜池さんも出た回もあった。

## 当時の番組構成
「ラジ通」という架空の週刊誌が仮に発行されていたと想定しリスナーはその読者に例えた実験的なイージーリスニング、雰囲気は昼のFMで小ネタを軽く切り取るような手法の相当意識しており、本屋で立ち読みするように軽くノリで気楽に聞き流して欲しいのが製作意図だったと思われる。
放送時間30分を前半・後半の二部に分け、それぞれ各パーソナリティーが自分が興味あること、好きなテーマをマニアックに掘り下げておふざけトークをしていた。
野口は自分の大好きなユーロビートにのせて思い入れがある格闘技ファントークや身の上の他愛もない話、松木は購読層が極端に少なそうな専門雑誌をピックアップ、他に自分が好きなグラビアアイドルの写真集を実況風で
掘り下げていた。大村は鹿児島で始めたスキューバーダイビング、その他、世界のことわざ辞典、たまに野口のコーナーへ出向き鹿児島弁を教えて欲しいと請うたり、後半はネタ切れの為、後輩の吉田を借出しスィーツクッキング対決、センター試験の数学問題を解くなどと場渡り的なスポット企画を事前の予告なしにやっていた。

## 当時の放送時間
- 月～金曜 0:30～0:58

## その他
- 放送開始半月前から放送終了まで番宣用の公式ブログ(現在は閉鎖されて閲覧不可能）が存在しており、毎回コミカルな画像と文章で番組予告がなされていた。